# Candanchú

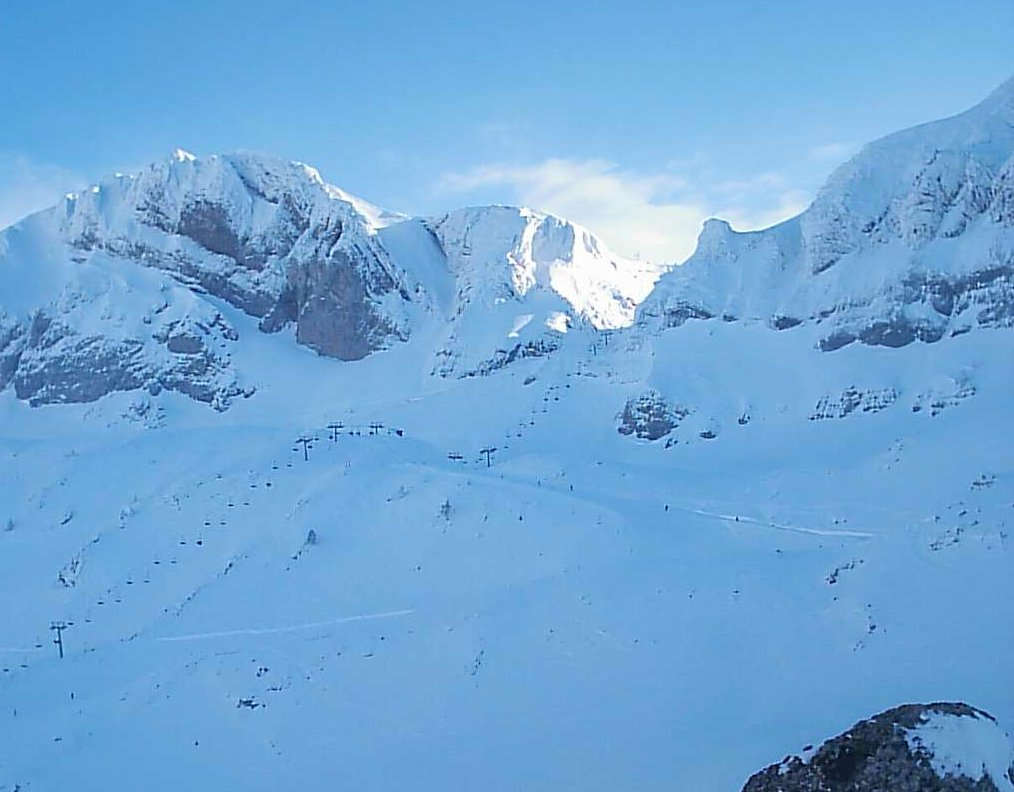
Tortiellas-Zone im Skigebiet Candanchú

Candanchú ist ein Ortsteil der Gemeinde Aísa in Aragonien in den westlichen Pyrenäen.

## Geschichte
Er wurde 1928 als erste Skistation Spaniens auf einen Camp d’Anjou genannten Ödland unterhalb des Somportpass und nahe den Ruinen des Pilgerhospiz' Santa Cristina gegründet. Vorher gab es hier lange Zeit nur die Grenzfestung Castillo de Candanchú, die, auf der anderen Talseite gelegen, für das Eintreiben des Wegzolls und der Straßengebühren von Händlern und Kaufleuten und für den Schutz der Pilger gebaut wurde.

## Wirtschaft und Infrastruktur
Candanchú ist sehr gut mit touristischer Infrastruktur ausgestattet.
Ab 1928 wurden in Candanchú die ersten Skikurse Spaniens veranstaltet, heute gibt es hier Pisten mit einer Gesamtlänge von 74,8 km (39,8 km Abfahrtspisten aller Schwierigkeitsgrade und 35 km Skilanglaufloipen) und eine Liftkapazität von 21.300 Skifahrern pro Stunde. Der Höhenunterschied zwischen Talstation (1530 msnm) und Bergstation (2400 msnm) beträgt 870 m, der Skipass wird gemeinsam mit dem benachbarten Skigebiet Astún angeboten. Der größte Teil der Skilanglaufpisten befindet sich auf französischem Staatsgebiet, es gibt einen Zugang auf spanischer Seite direkt vom Ort Candanchú aus und einen weiteren auf französischer Seite auf der Passhöhe von Somport.
Westlich der Skilift-Talstation, direkt an der Grenze zu Frankreich, befindet sich das Biathlonstadion Stadium Spainsnow mit Rollski-Strecken.